# Горбатый мостик
Горбатый мостик — памятник архитектуры, мост через реку Славянку в Павловском парке Павловска.
Построен в 1784 году из кирпича с облицовкой ноздреватым туфом по проекту Чарлза Камерона. Круто выгибается над водой, перилами служит неровное возвышение камня.
Облицовка входит в кладку на глубину до метра: конструктивно кирпич и туф работают вместе, кладка велась одновременно с украдкой камней между рядами. У туфа сделано дополнительное крепление в виде анкеров из кованых полос железа длиной 70-250 см. Анкеры соединяют центральные замковые камни. Нижние ряды кирпичной кладки сделаны на растворе известняка и песка с включением древесного угля — позднее подобный раствор был использован в зоне наибольшего намокания, у цоколя, в Галерее Павловского дворца. Арка моста опирается на плиты путиловского известняка, известняковые плиты вбиты в клеть из брёвен и лаг, погруженную в голубую глину.